# 清水美砂子
清水 美砂子（しみず みさこ、5月8日 - ）は、日本の女優、モデル。東京都渋谷区出身。愛称は「みさちゃん、みさみさ」。

## 出演

### 映画
- けっこう仮面 新生 （2012年版）

### ドラマ
- NHK 大河ドラマ 江 おね(大竹しのぶ)の侍女役
- NHK ファミリーヒストリー
- BSジャパンドラマ 黒い報告書Ⅲ 池尻真智役

### CM
- ザプレミアムモルツ
- 長谷工ジョブクリエイト
- 帆風
- 薬用リステリン
- トクホの青汁

### 雑誌
- まっぷる軽井沢'18

### 広告
- 西友 仙台泉店(紙媒体オール&看板)
- 三井不動産レジデンシャル(OBポスター)
- 小田急ふれあい歩道
- ホテル日航成田
- YAMAHAエレクトーン教室